# Mansle-les-Fontaines
Mansle-les-Fontaines est depuis le 1er janvier 2023 une commune nouvelle française située dans le département de la Charente, en région Nouvelle-Aquitaine.

## Géographie

### Généralités
La commune nouvelle de Mansle-les-Fontaines regroupe les anciennes communes de Mansle et Fontclaireau. Son chef-lieu se situe à Mansle.

### Communes limitrophes
|             | Fontenille           | Lichères |
| Saint-Groux | Mansle-les-Fontaines | Mouton   |
| Cellettes   | Maine-de-Boixe       | Puyréaux |

## Urbanisme

### Typologie
Au 1er janvier 2024, Mansle-les-Fontaines est catégorisée bourg rural, selon la nouvelle grille communale de densité à 7 niveaux définie par l'Insee en 2022.
Elle appartient à l'unité urbaine de Mansle-les-Fontaines, une agglomération intra-départementale dont elle est ville-centre,. La commune est en outre hors attraction des villes,.

## Histoire
Mansle-les-Fontaines est une commune nouvelle créée par arrêté préfectoral du 15 décembre 2022 pour une prise d'effet au 1er janvier 2023. À cette date, les deux communes fondatrices deviennent communes déléguées.

## Politique et administration

### Communes fondatrices
| Nom            | Code Insee | Intercommunalité    | Superficie (km2) | Population (dernière pop. légale) | Densité (hab./km2) |
| -------------- | ---------- | ------------------- | ---------------- | --------------------------------- | ------------------ |
| Mansle (siège) | 16206      | CC Cœur de Charente | 5,75             | 1 681 (2020)                      | 292                |
| Fontclaireau   | 16140      | CC Cœur de Charente | 5,61             | 436 (2020)                        | 78                 |

### Liste des maires
| Période | Période  | Identité           | Étiquette | Qualité                     |
| ------- | -------- | ------------------ | --------- | --------------------------- |
| 2023    | En cours | Christian Croizard | DVD       | Maire de Mansle (2014-2022) |

## Population et société

### Démographie
L'évolution du nombre d'habitants est connue à travers les recensements de la population effectués dans la commune depuis sa création.

En 2022, la commune comptait 2 092 habitants.
| 2019  | 2020  | 2021  | 2022  |
| ----- | ----- | ----- | ----- |
| 2 130 | 2 117 | 2 105 | 2 092 |